# Museo Histórico Militar Héroes del Chaco (Villa Montes)
Museo Histórico Militar Héroes del Chaco es el museo ubicado en el municipio de Villa Montes, en Bolivia, que alberga, entre otros, trofeos de la guerra del Chaco, fotografías, mapas, documentos históricos y maquetas ilustrativas de la contienda bélica.
El museo fue constituido en lo que era la Sede del Comando del Ejército durante la Guerra y más tarde como la Sede de la Casa del Gobierno Delegacional.
Se ubica en la provincia del Gran Chaco del departamento de Tarija. 

## Historia
El museo fue inaugurado el 14 de junio de 1998 con el objetivo de mantener vigente el fervor cívico en las nuevas generaciones además de resaltar los acontecimiento que sucedieron en la guerra del Chaco.
La infraestructura perteneció a lo que fue la Sede del Comando del Ejército boliviano, durante la Guerra, y posteriormente fue la Sede de la Casa de Gobierno Delegacional (ahora gobierno municipal) de Villa Montes.

### Mitos
Se cree que al interior del Museo existe un túnel que lo conecta con el Museo Corralito de Villa Montes, donde el presidente Daniel Salamanca fue tomado prisionero por el alto mando militar del ejército y obligado a renunciar al cargo en noviembre de 1934. También se ha tejido la creencia de que el Museo tiene una conexión interna con la iglesia San Francisco de Solano y la iglesia colindante.

### Incidentes
En julio de 2021 se denunció que un exconscripto intentó robar armamento (fusil y granadas) que es custodiado en el museo. El hecho fue denunciado de manera formal ante la Policía Nacional.

## Características
El museo tiene una forma octagonal. Es una infraestructura de paredes blancas, con jardines al ingreso donde se encuentran dos cañones a cada lado de la puerta.
El interior está distribuido en seis habitaciones que contienen elementos históricos de seis hitos importantes de la guerra del Chaco: desde la pérdida de la bandera en la batalla de Boquerón hasta el final de la guerra en Villa Montes.
Alberga puestos de comunicación, trincheras, vehículos que se usaron durante la contienda, un cementerio, municiones, armas, uniformes y otros elementos usados por los soldados, mapas, fotografías de quienes participaron en la Guerra, además de espacios que recrean la contienda bélica.  
Uno de los elementos más sobresalientes es la bandera de Boquerón, que fue llevada a Paraguay por un prisionero boliviano apresado después de la batalla de Boquerón, en septiembre de 1932, y fue devuelta a Bolivia en 1998 al entonces presidente boliviano Hugo Banzer Suárez. El museo solo posee la mitad de la bandera, la otra mitad de encuentra en el Colegio Militar de La Paz.
El Museo es custodiado por miembros del Regimiento de Artillería Pisagua, quienes son seleccionados mediante concurso donde se prioriza la facilidad de relato y atención a los visitantes.

## Turismo
El museo se ubica en la plaza 6 de Agosto del municipio de Villa Montes, en la región del Gran Chaco boliviano. El lugar está abierto a las visitas de lunes a domingo, de 09:00 a 12:00 y de 14:00 a 21:00 horas.